# Джавадов, Искендер Джавад оглы
Искенде́р Джава́д оглы́ Джава́дов (азерб. İskəndər Cavad oğlu Cavadov; 2 августа 1956, Баку, Азербайджанская ССР) — советский азербайджанский футболист. Мастер спорта СССР (1983).

## Игровая карьера
Занялся футболом довольно поздно, в 14 лет. До этого около года был увлечён спортивной гимнастикой и борьбой. В футбольную секцию перешёл по примеру братьев.
Поначалу Джавадова не брали в основную команду Азербайджанской ССР, в «Нефтчи». Причиной отказа был маленький рост нападающего. Кроме того, старший брат Физули был уверен, что сразу двоих братьев на поле не выпустят. В итоге, по году Искендер Джавадов провёл в сумгаитском «Хазаре» и бакинском «Автомобилисте», клубах, выступавших во 2-й лиге союзного первенства.
Дебютировал в Высшей лиге СССР в 1977 в ФК «Нефтчи» из Баку, когда команду возглавил новый тренер — Геннадий Бондаренко. Последний, помимо Джавадова, взял в клуб Игоря Пономарёва, Самедага Шихларова, Асима Худиева.
В 1979 Джавадов стал капитаном команды, оставаясь им вплоть до 1986.
Со 2-й половины 1982 и 1-ю половину 1983 провёл в московском «Динамо». Сам Джавадов рассчитывал, что приглашение в «Динамо» поможет ему пробиться в сборную СССР. Помимо игр в чемпионате, отыграл 2 игры и забил 1 гол в Кубке УЕФА 1982/83. Тем не менее, закрепиться в основе Джавадову не удалось и с 1984 он снова играл за «Нефтчи», который принял Казбек Туаев.
Карьеру закончил в 1989 в молдавском «Нистру» из Кишинёва, из которого хотел в дальнейшем переехать за границу. Однако отыграв 3 месяца, из команды ушёл.
По собственному признанию, рано завершил карьеру игрока из-за серьёзной травмы — смещения позвоночника.

## Деятельность в АФФА
По окончании игровой карьеры занялся функционерской деятельностью.
Окончил юридический факультет Азербайджанского государственного университета (1988), работал в органах прокуратуры (1992—2001). Был вице-президентом клуба футбольных ветеранов «Нефтчи».
В 2005 году на выборах членов Исполнительного комитета Ассоциации футбольных федераций Азербайджана (АФФА) был избран членом исполкома. На этих же выборах, при подавляющем большинстве голосов, избран на пост президента Рамиз Мирзоев.
В 2006 Джавадов был дисквалифицирован дисциплинарным комитетом АФФА из-за публичных высказываний на Day.Az (опубликованы 8 июня), где он, как сообщает сайт АФФА, «оскорбил честь и достоинство президента Ассоциации Рамиза Мирзоева и главного тренера сборной Шахина Диниева». До оскорблений опустился и Рамиз Мирзоев, заявивший, что Джавадов был посредственным футболистом…
С 2008 — президент футбольных федераций регионов Азербайджана.

## Празднование юбилея
В 2006 Искендер Джавадов отпраздновал 50-летний юбилей. В честь этого события 15 сентября 2006 года на Республиканском стадионе имени Тофика Бахрамова в Баку состоялся матч между ветеранами сборной СССР и «Нефтчи». Среди участников того матча были Гаврилов, О. Саленко, Бойко, О. Габелия, А. Чивадзе и другие. Вышел на поле и сам именинник, который порадовал собравшихся на трибунах зрителей красивыми голами и эффектными финтами. Встреча завершилась вничью — 6:6.
Кроме того, накануне юбилея президент Азербайджана Ильхам Алиев наградил Джавадова орденом «Слава».

## Семья
У Джавадова 2 старших брата. Физули живёт в Москве, Ариф занимается бизнесом в Баку .
Племянник Вагиф Джавадов — футболист сборной Азербайджана.

## Награды
- Орден «Слава» (14 сентября 2006 года) — за заслуги в развитии футбола в Азербайджане[8]
- Мастер спорта СССР (1983 год)
- Персональная стипендия Президента Азербайджанской Республики (22 сентября 2016 года) — за многолетнюю плодотворную деятельность в области развития и пропаганды азербайджанского футбола[9]
- Почётный знак «За заслуги в развитии физической культуры, спорта и туризма» (29 ноября 2018 года, Межпарламентская ассамблея СНГ) — за значительный вклад в развитие физической культуры, спорта и туризма в государствах — участниках Содружества Независимых Государств, реализацию идей сотрудничества в сфере физической культуры, спорта и туризма[10]